# مسجد إمام حسن عسكري أمل
مسجد إمام حسن عسكري أمل هو مسجد تاريخي يعود إلى عصر 140 هجري، ويقع في أمل.